# Thomas Riedl (Fußballspieler, 1976)
Thomas Riedl (* 18. Juni 1976 in Kaiserslautern) ist ein ehemaliger deutscher Fußballspieler und aktiver Fußballtrainer.

## Karriere als aktiver Spieler
Riedl begann seine Profilaufbahn beim 1. FC Kaiserslautern im Jahr 1994. Bereits sein Vater Johannes Riedl (1950–2010) hatte in den 1970er Jahren für Kaiserslautern gespielt. 1997/98 wurde er mit dem FCK überraschend als Aufsteiger Deutscher Meister. In der Folgesaison spielte er mit den Roten Teufeln in der Champions League. 1999 ging er zum TSV 1860 München, für den er am 27. November 1999 im Derby gegen den FC Bayern München durch einen Weitschuss in der 85. Spielminute den 1:0-Siegtreffer erzielte. Damit schafften die 60er den ersten Derbysieg seit 22 Jahren.
2001 kehrte er zum 1. FCK zurück. Noch während der Saison 2005/06, in der Riedl seinen Stammplatz verloren hatte, wurde bekannt, dass er den Verein zum Saisonende verlassen müsse. Die Spielzeit endete schließlich mit dem Abstieg der Lauterer. Der Mittelfeldspieler ging nach Österreich und unterschrieb beim als FC Superfund auftretenden ASKÖ Pasching in der Bundesliga. Der Verein spielt seit 2007 in Klagenfurt als SK Austria Kärnten. Zur Saison 2010/11 kehrte er nach Deutschland zurück und unterschrieb einen Vertrag beim Regionalligisten Eintracht Trier. Im Januar 2011 wechselte er zum Südwest-Oberligisten SC Idar-Oberstein, mit dem er am Saisonende Meister wurde.
Zur Saison 2011/12 wechselte er zum FK Pirmasens. Er unterschrieb einen Einjahresvertrag und beendete nach der Saison seine aktive Karriere.

## Karriere als Trainer
Thomas Riedl begann seine Karriere als Trainer in der Saison 2013/14 an der Seite von Olaf Marschall beim SC 07 Idar-Oberstein in der Oberliga Rheinland-Pfalz/Saar. In seiner ersten Saison scheiterte er knapp am Aufstieg und erreichte den 6. Platz in der OL Rheinland-Pfalz/Saar. Auch im Pokal scheiterte er erst im Halbfinale am späteren Cupsieger. Nach einer schwachen Anfangsphase der Saison 2014/15 wurde er entlassen.